# GKS Stoczniowiec Gdańsk
Gdański Klub Sportowy „Stoczniowiec” Gdańsk – polski wielosekcyjny klub sportowy z siedzibą w Gdańsku.
Do pięciu sekcji klubu należy: hokej na lodzie, łyżwiarstwo figurowe, łyżwiarstwo szybkie, curling, piłka siatkowa. Od 16 listopada 2001 roku GKS Stoczniowiec Gdańsk działa jako stowarzyszenie kultury fizycznej.

## Historia
26 czerwca 1970 kluby ZUS „Polonia” Gdańsk, RKS Stocznia Północna i Sportowy Klub Spółdzielni Mieszkaniowej „Przymorze” utworzyły Robotniczy Klub Sportowy „Stoczniowiec” Gdańsk wspierany przez przedsiębiorstwa przemysłu stoczniowego z terenu Gdańska. Jednym z efektów wspólnego działania przy zaangażowaniu stoczniowców było przejęcie i zakończenie w grudniu 1972 budowy hali sportowo widowiskowej Olivia. Stoczniowy Klub, którego siedziba znajdowała się na stadionie piłkarskim przy ul. Marynarki polskiej, posiadał sekcje: piłki nożnej, hokeja na lodzie, piłki siatkowej, boksu, kajakową, wioślarską, podnoszenia ciężarów, brydża sportowego oraz sekcję łyżwiarstwa figurowego. Wielosekcyjny klub, który wychował wielu mistrzów Polski, medalistów mistrzostw świata i olimpijczyków przetrwał do 1992.
Do początku lat 90. klub składających się z 10 sekcji, w miejsce którego powołano odrębne i samodzielne kluby. 
W lipcu 1992 Konferencja Delegatów Klubu podjęła uchwałę o podziale klubu i tak powstały nowe kluby: Polonia z piłką nożną, Szpicgat z sekcją kajakową, DRAKKAR z sekcją wioślarską, Atleta z sekcją podnoszenia ciężarów, a w RKS Stoczniowiec pozostały: hokej na lodzie (reaktywowany w 2020 Stoczniowiec Gdańsk), łyżwiarstwo figurowe, piłka siatkowa, boks i brydż sportowy. Prezesem klubu został Marek Kostecki. W wyniku dalszych koniecznych zmian w klubie zlikwidowano sekcję boksu, brydża sportowego i piłki siatkowej. 
W 2000 Robotniczy Klub Sportowy „Stoczniowiec” Gdańsk zmienił nazwę na Gdański Klub Sportowy „Stoczniowiec” w Gdańsku.
W 2006 powołano sekcję jazdy szybkiej na lodzie na torze krótkim – short track.

## Sekcje

### Wioślarstwo
W latach 1974 do 1992 w Stoczniowcu istniała sekcja wioślarska, z której (na zasadzie cesji praw i obowiązków) powstał klub GKW Drakkar Gdańsk. 

### Podnoszenie ciężarów
W klubie istniała sekcja podnoszenia ciężarów.